# Paula Lapido
Paula Lapido es una escritora española nacida en Madrid en 1975.
Su libro de relatos Teoría de todo fue finalista en el Premio Setenil a la mejor colección de cuentos publicada en 2010. Su novela Los que alcanzan la orilla recibió el Premio Kutxa Ciudad de Irún en su categoría de novela en castellano en septiembre de 2019.

## Publicaciones
- Teoría de todo (2010)[4]
- Horror vacui (2014)[5]
- Los que alcanzan la orilla (2019)[6]

### Antologías
- Cosecha Eñe 2009 (2009)[7]
- Mi madre es un pez (2011)
- PervertiDos (2012)[8]
- Náufragos en San Borondón (2012)[9]
- No entren al 1408 (2013)[10]